# 菲利普斯縣 (堪薩斯州)
菲利普斯縣（英語：Phillips County，簡稱PL）是美國堪薩斯州西北部的一個縣。面積2,318平方公里。根據美國2000年人口普查，共有人口6,001人。縣治菲利普斯堡（Phillipsburg）。
成立於1867年2月26日。本縣紀念一位在堪薩斯內戰中被殺的反對奴隸制人士William Phillips。